# Abbaye de Sainte-Marie-au-Bois
Vous lisez un « bon article » labellisé en 2007.
Sainte-Marie-au-Bois est une ancienne abbaye de l'ordre des Prémontrés, située sur la commune de Vilcey-sur-Trey, Meurthe-et-Moselle, France, édifiée près d'une source, au fond d'une petite vallée où coule un affluent du Trey. Longtemps considérée comme la plus ancienne implantation de l'ordre de Prémontré en Lorraine, elle a pour abbé au début du XVIIe siècle Servais de Lairuelz, qui conduit la réforme de son ordre, d'abord en Lorraine puis au-delà. Au début de la Première Guerre mondiale, l'écrivain et poète français Charles Péguy séjourne dans l'ancienne abbaye, devenue une ferme. Aujourd'hui, ses vestiges remarquables font de Sainte-Marie-au-Bois un rare témoin architectural de l'ordre de Prémontré au XIIe siècle.

## Histoire

### La fondation auXIIesiècle
Cette abbaye est fondée par le duc de Lorraine Simon Ier entre 1130 et 1139,, à proximité de son château de Prény. La vallée où le monastère est bâti, ainsi que des terres cultivables, des vignes, des moulins et des forêts sont concédés par les opulentes abbayes messines Saint-Pierre-aux-Nonnains et Sainte-Glossinde. Les seigneurs du lieu font aussi des donations.
C'est un disciple lorrain de saint Norbert, Richard, qui, venant de Laon, est le premier abbé.
Un certain mystère entoure la fondation de cette abbaye : une tradition rapportée par Dom Calmet et Charles-Louis Hugo fait de Sainte-Marie-au-Bois la première fondation de l'ordre de Prémontré en Lorraine. Saint Norbert en personne, à l'occasion d'une halte au château de Prény, et le duc Simon, seraient tombés d'accord pour fonder en 1126 ce monastère. Mais les historiens actuels réfutent cette légende. Ce serait au cours d'un concile tenu à Liège en 1131, où sont présents saint Norbert, saint Bernard et certains seigneurs laïcs, que le duc Simon conçoit le projet de deux fondations, l'une à Sturzelbronn et l'autre près de Prény.
Le monastère reçoit pour nom « Sancta Maria in Nemore » (Sainte-Marie-au-Bois) et est placé sous l'invocation de  la Vierge dans son Annonciation. Les bâtiments sont terminés peu après 1150.
À proximité de l'abbaye s'élève aussi un monastère de religieuses, chose fréquente dans les fondations prémontrées du XIIe siècle ; cet établissement disparaîtra par la suite. Dom Calmet rapporte au XVIIIe siècle, qu'on en voit encore les vestiges au lieu-dit « la Celle-des-Dames ». Sa chapelle était dédiée à sainte Marie-Madeleine.
De récentes prospections dans les forêts entourant l'abbaye ont découvert un parcellaire médiéval sur plus de vingt hectares, caractérisé par des pierriers, des terrasses et des bornes, rappelant en cela que Sainte-Marie-au-Bois est une abbaye de défrichement.

### Moyen âge
Les pères prémontrés de Sainte-Marie-au-Bois, partageant leur temps entre vie contemplative et ministère, desservent les cures des paroisses avoisinantes, Vilcey-sur-Trey, Viéville-en-Haye, Pagny-sur-Moselle, Onville et même plus loin, Manonville, Hagéville, Bey-sur-Seille, et Lanfroicourt. En 1257, ils fondent à Pont-à-Mousson le séminaire de Saint-Nicaise, destiné à la formation des novices de Sainte-Marie et des autres établissements prémontrés de Lorraine. Au mois de juillet de la même année, Jacquin de Vic vend un moulin situé à Bouxières-sous-Amance à l'abbaye des Prémontrés de Sainte-Marie-aux-Bois.
Sainte-Marie-aux-Bois, placée sous la protection des ducs de Lorraine et si proche de leur château de Prény, sera à plusieurs reprises dévastée. Dès la fin du XIIIe siècle, l'abbaye subit des dommages lors du siège de la forteresse de Prény par Thibaut II, comte de Bar. Quelques années plus tard, en 1324, c'est au tour des Messins de piller l'abbaye et les terres ducales alentour.
Un siècle plus tard, en 1427, les mêmes Messins reviennent et cette fois encore pillent et chassent les religieux qui trouvent refuge à Saint-Mihiel. En 1439, la guerre fait à nouveau rage : un parti gascon, allié des Lorrains, qui a trouvé refuge dans l'abbaye, en est délogé brutalement par les gens d'armes messins et la même année, les troupes d'Antoine, comte de Vaudémont ravagent à nouveau la contrée.
Le 13 décembre 1473, Charles le Téméraire, duc de Bourgogne, dont les troupes occupent les duchés de Lorraine et de Bar, est l'hôte de l'abbé Jean de Dieulouard et dort à l'abbaye.

### XVIesiècle
Le XVIe siècle est un moment de prospérité pour Sainte-Marie-au-Bois. En 1504, l'abbé Pierre de Prény concède des terres et des forêts pour permettre le repeuplement et la reconstruction du village de Viéville-en-Haye déserté depuis les guerres du XVe siècle. C'est à cette époque aussi que l'église abbatiale est rénovée. Vers le milieu du siècle cependant, les protestants dévastent le monastère.
Trois membres de la famille Thuillier se succèdent sur le siège abbatial. Nicolas Thuillier, à qui est confié le vicariat général de plusieurs circaries, est aussi nommé conseiller d'État par le duc Antoine et devient le confesseur de la duchesse Philippe de Gueldre, veuve de René II, retirée chez les clarisses de Pont-à-Mousson. Un livre d'heures que la duchesse offrit à son confesseur est conservé actuellement à la Bibliothèque municipale de Pont-à-Mousson.
Le successeur des trois abbés Thuilier, Didier Malhusson, favori du duc Charles III, sera imposé par la force. Abbé commendataire, il ne réside pas à l'abbaye, mais dans un domaine voisin, la Grange-en-Haye, transformé en maison de plaisance. Sous son abbatiat, le désordre dans la vie monastique s'accentue encore. À Sainte-Marie-au-Bois, comme dans d'autres abbayes prémontrées à la même époque, le relâchement a atteint son paroxysme.
L'abbé Daniel Picart, qui succède à Didier Malhusson, n'a que vingt-sept ans à son élection. Les chanoines l'ont choisi jeune, pensant que son autorité serait moindre. Or, le jeune abbé a été formé à l'université des jésuites de Pont-à-Mousson et il manifeste un ardent désir de réforme ; le voyant résolu à restaurer les préceptes monastiques, ses adversaires n'ont d'autre solution que de l'empoisonner au moyen d'araignées vénéneuses introduites dans son potage.

### XVIIesiècle
Le successeur de l'abbé Picart, Servais de Lairuelz, est lui aussi acquis aux idées tridentines et il souhaite un retour à l'antique rigueur ; en 1608, il transfère les moines à Pont-à-Mousson, dans la nouvelle abbaye Sainte-Marie-Majeure, pour les rapprocher de la jeune et dynamique université, administrée par les jésuites. Le pape Paul V a donné son accord à condition qu'un ou deux chanoines résident en permanence dans l'ancienne abbaye et y célèbrent chaque jour la messe. C'est en quelque sorte le crépuscule de Sainte-Marie-au-Bois, où ne résident plus en dehors des deux moines précités, qu'un fermier chargé de l'exploitation du domaine agricole.
Les moines reviennent pourtant se réfugier dans l'antique abbaye en 1631, pour fuir une épidémie de peste qui règne à Pont-à-Mousson, et c'est là que décède l'abbé Servais de Lairuelz, le 18 octobre 1631.
Le duc Charles IV de Lorraine, jeune homme intrigant et politique maladroit accorde son soutien au duc Gaston d'Orléans, frère cadet, héritier et opposant du roi Louis XIII de France, allant jusqu'à accorder au prince rebelle qui s'est réfugié à Nancy la main de sa sœur Marguerite de Lorraine. Le roi de France réagit immédiatement en faisant occuper les duchés par ses troupes. Lorraine et Barrois sont entraînés malgré-eux dans la guerre de Trente Ans qui met l'Europe à feu et à sang.
L'année 1635 est tristement surnommée "L'année des Suédois". Les troupes du roi scandinave protestant ravagent les duchés. L'abbaye n'est pas épargnée.

### XVIIIeetXIXesiècles
À la Révolution, l'ordre de Prémontré est dépouillé de ses biens ; les bâtiments et les terres de Sainte-Marie-au-Bois, devenus biens nationaux, sont mis en vente le 14 février 1791 et trouvent preneur en la personne d'Antoine Willemin, juge à Pont-à-Mousson, pour 15 400 livres.
Tout au long du XIXe siècle, propriétaires et fermiers se succèdent dans l'ancienne abbaye. L'église abbatiale est transformée en étable et la salle capitulaire devient une cuisine. À cette époque, un fragment d'autel du XIVe siècle est donné au Musée historique lorrain de Nancy.

### XXesiècle
En août 1914, les hasards de la guerre conduisent l'écrivain Charles Péguy à Sainte-Marie-au-Bois ; sa section occupe les lieux du 18 au 23 août 1914 et mène des reconnaissances vers la frontière située à l'époque le long de la Moselle. Voici ce qu'écrit le lieutenant Péguy au dos de cartes postales envoyées à ses proches :
« Tout va bien, santé admirable, la vie au grand air, cantonnés dans une grande ferme rectangulaire au milieu des bois, nous sommes sans nouvelles du monde depuis quatre jours ».
« Nous sommes en petit poste, grand'garde au milieu des bois : la grand'garde Sainte-Marie ».
« Nous vivons dans une sorte de grande paix, une paix immense, dans grande ferme abandonnée ».
« Et dans un calme temple et loin d'un plat tourment, l'attente d'une mort, plus vivante que la vie ».
L'abbaye est partiellement inscrite au titre des monuments historiques par arrêté du 29 octobre 1926 et classée pour sa chapelle et le bâtiment la joignant au sud par arrêté du 9 avril 1929.

### De nos jours
Une création du Festival international Jardins à suivre… a été réalisée en 2007 sur le site de Sainte-Marie-au-Bois ; il s'agit des Jardins de l'abbaye, réalisés par Olivier Berger, architecte-paysagiste, avec le concours des élèves de l'École d'horticulture et de paysage de Roville-aux-Chênes. Ces parterres conçus comme un parcours symbolique vers le Paradis, évoquent au travers des diverses plantations, des thèmes aussi variés que la sorcellerie, les plantes médicinales, les vertus cardinales et théologales.
Par ailleurs des visites guidées étaient organisées sur une partie de l'ancienne abbaye, les dimanches de juin à septembre. À la suite du décès d'un des propriétaires en mars 2008, il semble que l'accès à l'abbaye et au jardin ne soit désormais plus possible.
Les visites sont possibles uniquement lors du dimanche des journées du patrimoine.

### Liste des abbés de Sainte-Marie-au-Bois
XIIe siècle 
- Richard (+ 1155)[19]
- Conon (1155-ca 1167)
- Richard II (ca 1168)
- Simon (+ 1174)
- Arnould (ca 1174)
- Garnier (ca 1181-1182)
- Pierre (ca 1187)
- Erladus (ca 1195)
- Herbert (ca 1198)

XIIIe siècle
- Hugues
- Hugbert
- Joseph
- Drogo
- Gilles
- Fulco
- Atto
- Robert
- Gérard I (ca 1248-1253)
- Rembaldus (ca 1261)
- Gérard II (ca 1264)
- Rembaldus II (ca 1268)
- Simon II (ca 1272)
- Walterus (1275)
- Dominique I de Vandières (ca 1280)
- Thierri I (ca 1283-1286)
- Nicolas I (ca 1290)
- Thierri II (ca 1295-1297)

XIVe siècle
- Jean I (1300)
- Nicolas II de Prény (+ 1326)
- Jean II (jusque vers 1347)
- Jean III d'Onville (+ 1362)
- Jacques de Bouillonville (ca 1373)
- Pierre Génin (à partir de 1382)

XVe siècle
- Jean IV (jusque vers 1426)
- Jean V Griffon (+ 1462)
- Jean VI de Dieulouard (ca 1462-1479)
- Jean VII de Mamey (abbé jusqu'en 1498)
- Pierre de Prény (1498-1505)

XVIe siècle
- Dominique II Thuillier (1517-1534)
- Nicolas II Thuillier (+ 1558)
- Dominique III Thuillier (+ 1565)
- Didier Malhusson (1566-1594)
- Daniel Picart (1594-1600)

XVIIe siècle
- Servais de Lairuelz (1600-1631) transfère en 1608 les chanoines à Sainte-Marie-Majeure de Pont-à-Mousson.

## Architecture

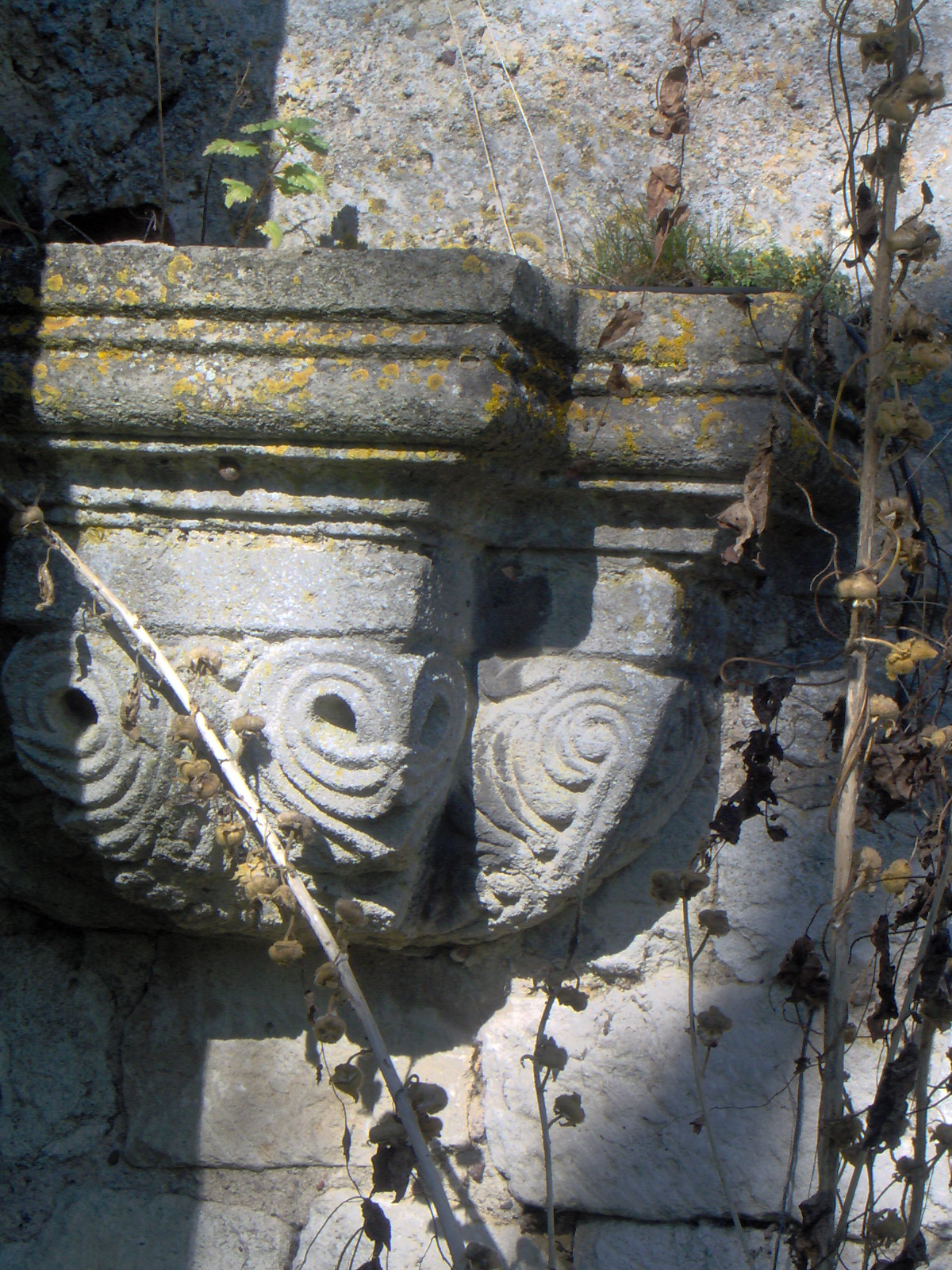
Chapiteau, façade sud du bâtiment conventuel.

L'ensemble des bâtiments se réduit aujourd'hui à l'église abbatiale (chevet orienté à l'est), et au bâtiment conventuel accolé au côté sud de l'église. C'est un ensemble homogène de style roman de la fin du second quart ou du début du troisième quart du XIIe siècle, qui témoigne de la façon de construire des prémontrés, apparentée à l'architecture dépouillée des cisterciens.

### L'église abbatiale et son énigme
Elle se compose d'une nef centrale à plafond et de deux bas-côtés voûtés, et mesure hors tout vingt-trois mètres de long.
La façade est remarquable : de type basilical, elle révèle une parenté avec l'abbatiale cistercienne de Haute-Seille. À l'origine, le niveau le plus bas comportait peut-être cinq arcades.
Le chevet a disparu ; Slotta pense qu'il était rond, Mazerand également.
Dans le chœur, subsiste un enfeu de style gothique tardif, qui abrita la sépulture de l'abbé Dominique Thuillier, décédé en 1534.
À la Renaissance, on suréleva la nef par une voûte à croisée d'ogives.
Presque tous les historiens qui se sont intéressés à cette abbaye, ont relevé la faible dimension de l'abbatiale dans sa longueur et ont émis divers avis pour expliquer ce fait. Digot en 1857, réfute l'idée répandue de son temps selon laquelle, la nef aurait été raccourcie à l'époque de Servais de Lairuelz, quand il transféra les moines à Pont-à-Mousson. Heribert Reiners en 1921, défend l'idée d'un raccourcissement de la nef d'une demi-travée au temps des abbés Thuillier (Renaissance). Hubert Collin plus près de nous, ne croit pas au raccourcissement de la nef ; il pense que, pour des raisons inconnues, les moines ont revu à l'économie, un bâtiment conçu au départ plus grand.
Michel Mazerand enfin, émet l'hypothèse qu'en 1780 et 1781, la nef aurait été réduite substantiellement et la façade démontée et remontée à l'identique, pierre par pierre. Il s'appuie pour cela sur un examen attentif du bâtiment, qui révèle la présence de trois clés de voûte scellées dans la maçonnerie, correspondant aux trois travées supprimées, et aussi sur la découverte dans les comptes de l'abbaye, de grands travaux en 1780 et 1781. Il se garde toutefois d'un avis définitif, déclarant que seuls des sondages permettraient de découvrir la vérité.
Actuellement, on observe d'une part que certaines arcades sont masquées en façade et que l'appareillage de pierre y est différent (ce qui suggère un remontage partiel de la façade) et d'autre part derrière la façade, il manque au moins une demi-travée dans l'édifice, nettement visible par une voûte interrompue. Selon toute vraisemblance, la façade aurait été située deux travées et demi plus en avant qu'actuellement, là où commençait la galerie ouest du cloître.

### Le bâtiment conventuel
Il comporte au rez-de-chaussée en partant de l'église, la sacristie, puis la salle capitulaire. L'extrémité du bâtiment a disparu (une salle à deux travées). À l'étage subsiste le dortoir des moines, avec des petites ouvertures en plein cintre.
La salle capitulaire comporte deux vaisseaux de trois travées avec à l'est, une rose bordée de deux fenêtres en plein cintre. Ouvertures à l'ouest sur le cloître.
Le cloître a disparu, mais des départs de voûtes au nord et à l'est témoignent de l'existence des galeries nord et est.

## Illustrations

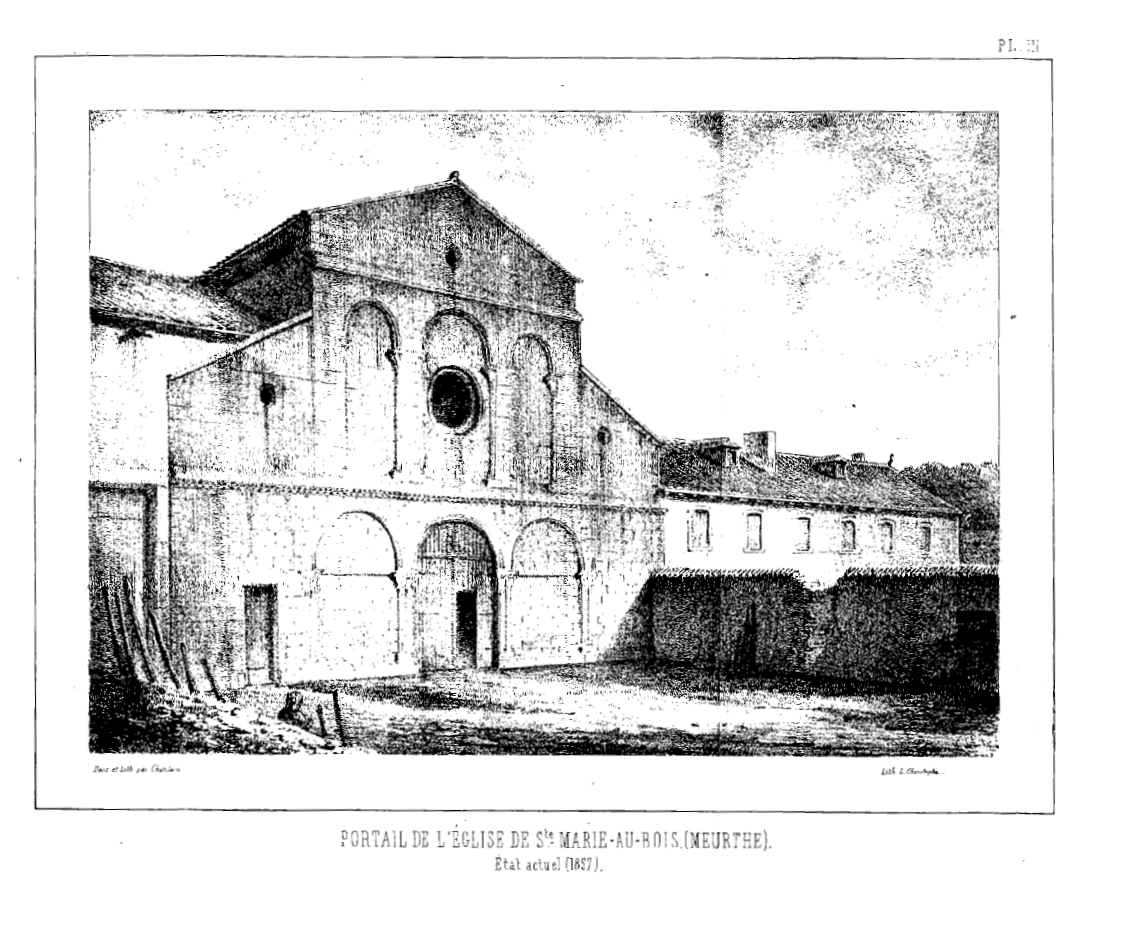
Façade de l'église abbatiale (Digot et Chatelain, 1857).
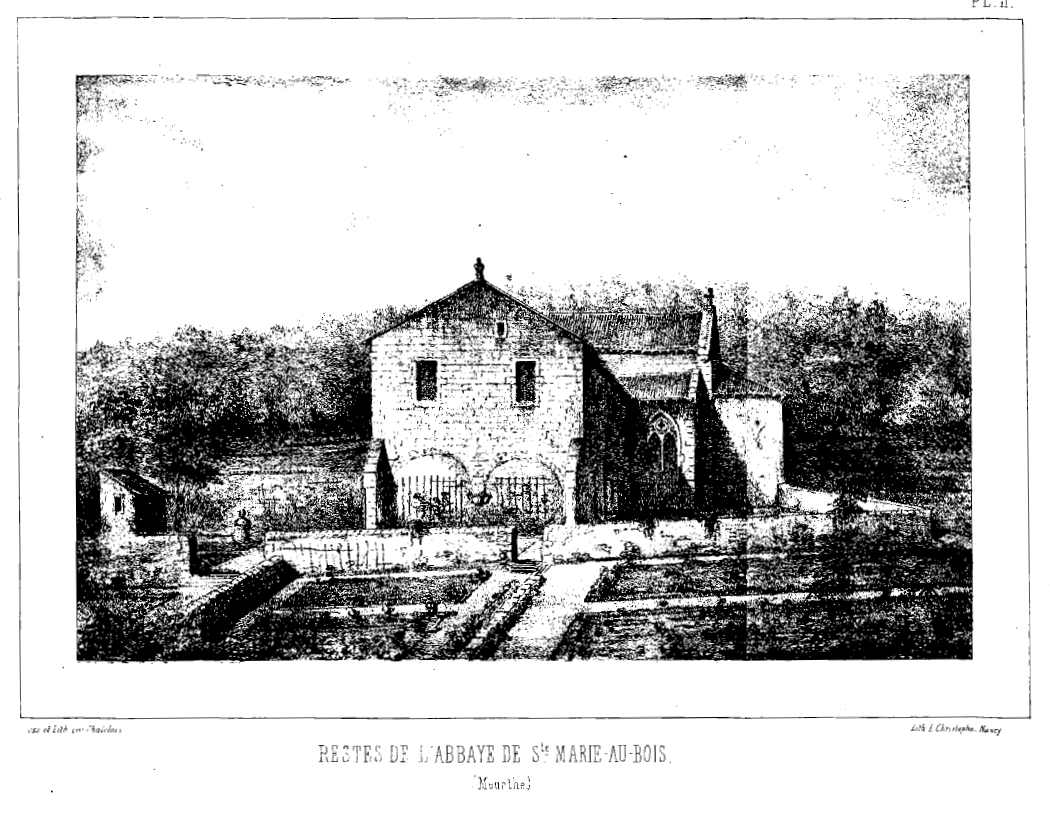
Façade sud du bâtiment conventuel (Digot et Chatelain, 1857).
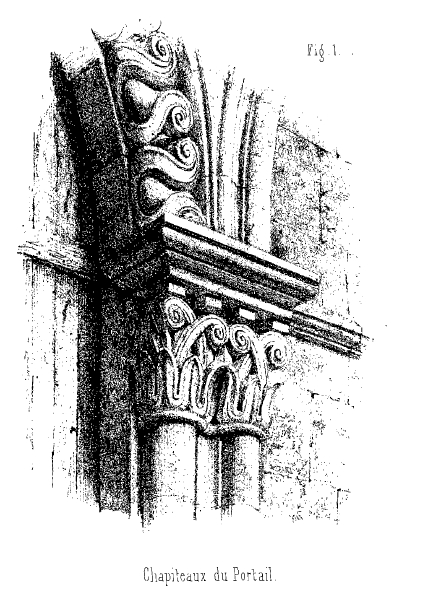
Chapiteau de la façade de l'abbatiale (Digot et Chatelain, 1857).
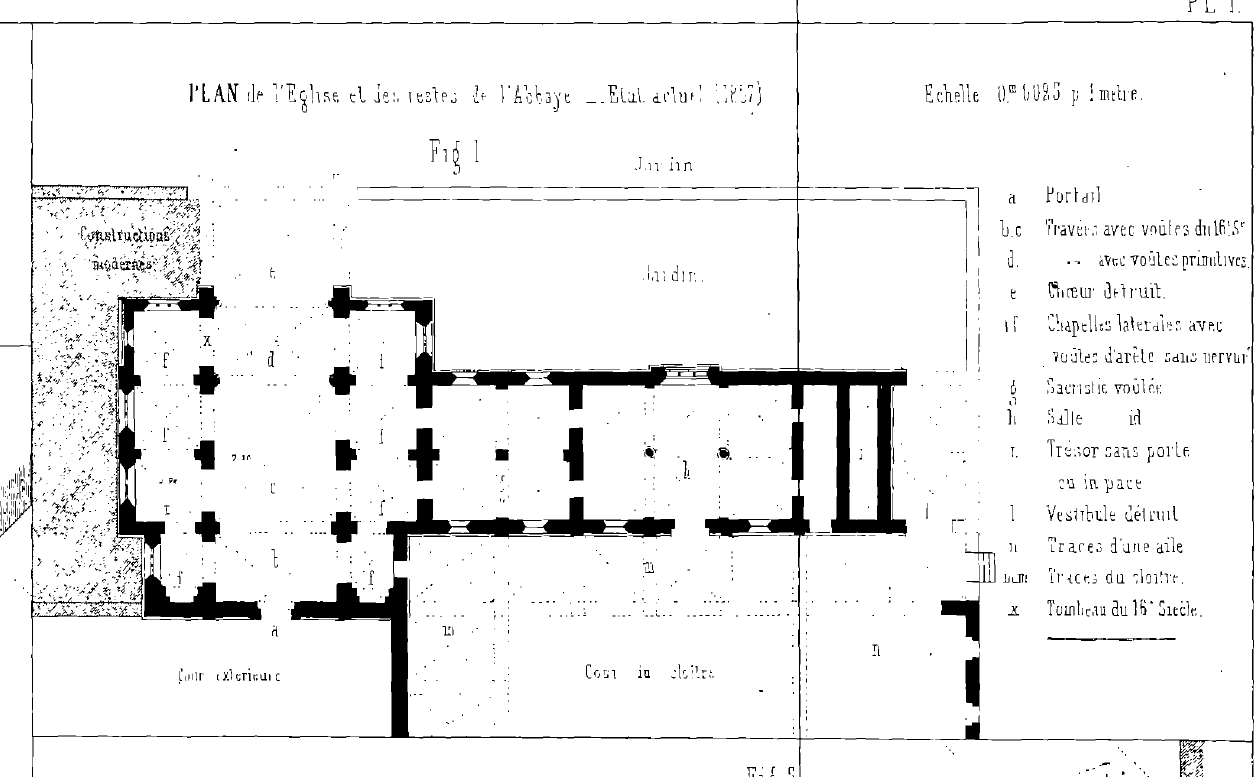
Plan en 1857, Digot et Chatelain.

## Prieurés dépendant de Sainte-Marie-au-Bois
Dès le XIIe siècle, l'abbaye de Sainte-Marie-au-Bois possède :
- Un prieuré à Blanzey.
- Au cours du XIIIe siècle, l'abbé Gérard I fonde un autre prieuré à Phlin, à une vingtaine de kilomètres de l'abbaye-mère[30].
- Mazerand cite encore le prieuré du Ménil à Marbache[25].
- Le prieuré de Froville de 1091 à 1303, il appartient à l'abbaye de Cluny, et à cette dernière date, il est uni à l'abbaye de Sainte-Marie-au-Bois[31].

## La légende du Chêne-à-la-Vierge

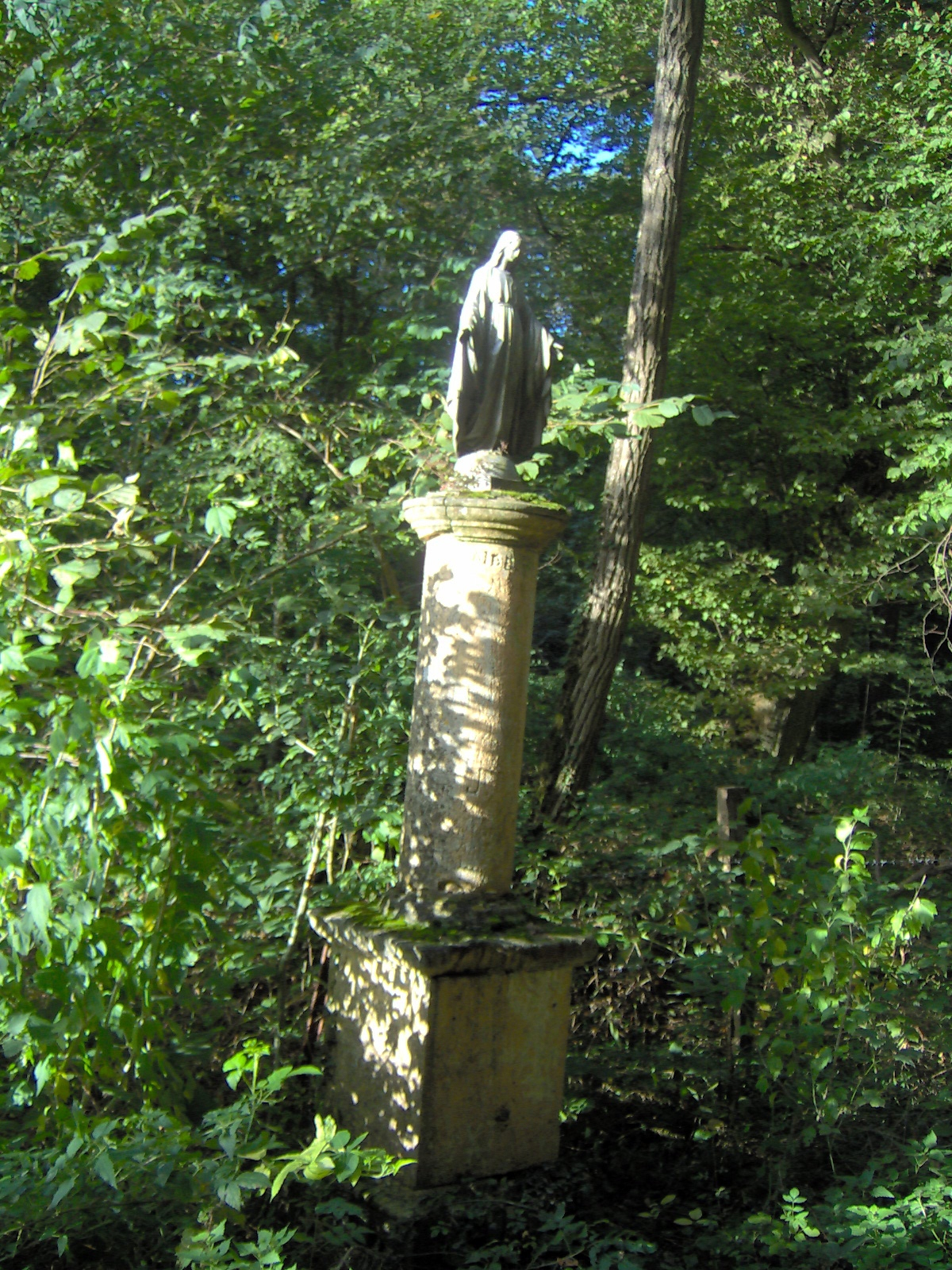
Le Chêne-à-la-Vierge, Mailly-sur-Seille.

Une vieille légende lorraine a conservé le souvenir de Sainte-Marie-au-Bois et de son prieuré de Phlin. Rédigée vers 1840 par Emmanuel d'Huart, elle a été reprise par plusieurs auteurs après lui. D'après cette légende, la Vierge serait apparue au chevalier Ancelin de Mailly de retour de la sixième croisade, au lieu-dit depuis le Chêne-à-la-Vierge, et l'aurait prié de se hâter s'il voulait revoir, encore vivante, sa femme très malade. Pressant sa monture, il arriva au château et  put recueillir le dernier souffle de sa chère épouse. Quelques années plus tard, toujours selon cette légende, le sire de Mailly aurait fait bâtir entre Mailly-sur-Seille et Phlin un prieuré de l'ordre de Saint-Norbert.